# Lethrus tuberculifrons
Lethrus tuberculifrons är en skalbaggsart som beskrevs av Ernst Ballion 1870. Lethrus tuberculifrons ingår i släktet Lethrus och familjen tordyvlar. Inga underarter finns listade i Catalogue of Life.